# Eileen Armstrong
Beatrice Eileen Armstrong (* 18. Januar 1894 in London; † 12. März 1981 in Frinton-on-Sea) war eine britische Wasserspringerin.

## Erfolge
Eileen Armstrong, die für den Mermaid Swimming Club startete, gab 1920 in Antwerpen ihr Olympiadebüt im Turmspringen. Sie gewann mit 158 Punkten ihre Vorrundengruppe und verbesserte sich im Finale auf 166 Punkte. Dort verbesserte sie ihre Punktzahl auf 166 Punkte und schloss den Wettkampf hinter der Dänin Stefanie Clausen, die mit 173 Punkten Olympiasiegerin wurde, und vor der mit ebenfalls 166 Punkten drittplatzierten Schwedin Eva Olliwier auf dem zweiten Platz ab, womit sie die Silbermedaille gewann. Bei den Olympischen Spielen 1924 in Paris schied Armstrong dagegen mit 141 Punkten als Sechstplatzierte und damit Letzte ihrer Vorrundengruppe vorzeitig aus. Obwohl Armstrong bei den Ausscheidungswettkämpfen für die Olympischen Spiele 1928 in Amsterdam einen zweiten und einen dritten Platz belegt hatte, wurde sie schließlich nicht für die Spiele nominiert.
Armstrong wurde 1920, 1921 und 1924 britische Meisterin im Turmspringen. Mehrere Male beendete sie den Wettkampf außerdem auf dem zweiten Platz hinter Belle White. 1972 heiratete sie, im Alter von 78 Jahren, James Purdy.